# Vatikanstatens flagga
Vatikanstatens flagga består av ett gult och ett vitt fält med påvens vapen i det vita fältet. I heraldiska sammanhang representerar gult och vitt metallerna guld och silver. I emblemet finns Petrus nycklar, lösenyckeln och bindenyckeln, krönta av den påvliga tiaran. Nycklarna representerar de nycklar till himmelriket som Jesus i Matteus 16:19 ger aposteln Petrus, och som symboler för påvemakten har de stått för de andliga (guld) och världsliga (silver) aspekterna av påvens makt. Guld och silver fastställdes som påvestolens färger 1808 efter att tidigare ha varit rött och gult. Flaggan avskaffades i och med att Kyrkostaten 1870 införlivades med det enade Italien, men återtogs 1929 när Vatikanstaten skapades i och med Lateranfördraget med Italien. Man valde då att vända emblemet så att emblemet med nyckeln i silver visas till höger (alltså heraldiskt vänster), vilket markerar skillnaden mellan territoriet Vatikanstaten och den påvliga makten. Flaggan antogs den 7 juni 1929 och har proportionerna 1:1 (kvadratisk).